# 1. Tennis-Bundesliga (Damen) 2021
Die 1. Tennis-Bundesliga der Damen wurde 2021 vom 30. Mai bis zum 31. Juli zum 22. Mal ausgetragen.
Im Jahr 2020 gab es aufgrund der COVID-19-Pandemie keinen Wettbewerb, so dass es für die Saison 2021 auch keine Auf- oder Absteiger gab. Es traten also dieselben sieben Mannschaften an, die auch 2020 gemeldet hatten.
Meister wurde ungeschlagen der TC Bredeney, während der TC Grün-Weiss Luitpoldpark München und der Marienburger SC abstiegen.

## Spieltage und Mannschaften
| Spieltage                                 |
| ----------------------------------------- |
| 1. Spieltag: So, 30. Mai 2021, 11:00 Uhr  |
| 2. Spieltag: So, 6. Juni 2021, 11:00 Uhr  |
| 3. Spieltag: Sa, 3. Juli 2021, 12:00 Uhr  |
| 4. Spieltag: Sa, 17. Juli 2021, 12:00 Uhr |
| 5. Spieltag: Sa, 24. Juli 2021, 12:00 Uhr |
| 6. Spieltag: Sa, 31. Juli 2021, 12:00 Uhr |

| Mannschaften                       |
| ---------------------------------- |
| TC Bad Vilbel                      |
| TC Bredeney                        |
| TC Blau-Weiß Dresden-Blasewitz     |
| TK Blau-Weiss Aachen               |
| TEC Waldau                         |
| Marienburger SC                    |
| TC Grün-Weiss Luitpoldpark München |

## Abschlusstabelle
|     | Mannschaft                         | Begegnungen | Punkte | Matches | Sätze | Spiele  |
| --- | ---------------------------------- | ----------- | ------ | ------- | ----- | ------- |
| 01. | TC Bredeney                        | 6           | 12:0   | 43:11   | 88:32 | 565:358 |
| 02. | TK Blau-Weiss Aachen               | 6           | 8:4    | 34:20   | 72:49 | 518:413 |
| 03. | TC Blau-Weiß Dresden-Blasewitz     | 6           | 8:4    | 29:25   | 65:55 | 499:444 |
| 04. | TEC Waldau                         | 6           | 6:6    | 27:27   | 61:62 | 506:489 |
| 05. | TC Bad Vilbel (M)                  | 6           | 6:6    | 24:30   | 55:66 | 411:507 |
| 06. | TC Grün-Weiss Luitpoldpark München | 6           | 2:10   | 25:29   | 59:63 | 469:483 |
| 07. | Marienburger SC                    | 6           | 0:12   | 7:47    | 23:96 | 321:595 |

|                      |                                   |
| Zum Saisonende 2020: |                                   |
| (M)                  | Meister, Meister in der Vorsaison |

| Zum Saisonende 2021: |
| Meister: TC Bredeney Absteiger in die 2. Tennis-Bundesliga (Damen) 2022: TC Grün-Weiss Luitpoldpark München und Marienburger SC |

## Mannschaftskader
| Pos. | Name                      |
| ---- | ------------------------- |
| 1    | Nina Stojanović           |
| 2    | Kamilla Rachimowa         |
| 3    | Maryna Zanevska           |
| 4    | Nicoleta-Cătălina Dascălu |
| 5    | Panna Udvardy             |
| 6    | Marine Partaud            |
| 7    | María Gutiérrez Carrasco  |
| 8    | Chantal Škamlová          |
| 9    | Alba Carrillo Marín       |
| 10   | Katharina Hering          |
| 11   | Sarah Beth Grey           |
| 12   | Sofia Costoulas           |
| 13   | Susanne Celik             |
| 14   | Julia Rennert             |
| 15   | Sina Fackelmann           |
| 16   | Lea Edelstein             |
| 17   | Arista Blase              |

| Pos. | Name                      |
| ---- | ------------------------- |
| 1    | Jennifer Brady            |
| 2    | Marie Bouzková            |
| 3    | Polona Hercog             |
| 4    | Kirsten Flipkens          |
| 5    | Kaja Juvan                |
| 6    | Jasmine Paolini           |
| 7    | Lesley Pattinama Kerkhove |
| 8    | Lara Arruabarrena         |
| 9    | Antonia Lottner           |
| 10   | Richèl Hogenkamp          |
| 11   | Bibiane Schoofs           |
| 12   | Bianca Turati             |
| 13   | Jule Niemeier             |
| 14   | Jessica Pieri             |
| 15   | Mara Guth                 |
| 16   | Natela Dsalamidse         |
| 17   | Vivian Wolff              |
| 18   | Anamarija Sljivic         |

| Pos. | Name                |
| ---- | ------------------- |
| 1    | Laura Siegemund     |
| 2    | Bernarda Pera       |
| 3    | Julia Görges        |
| 4    | Anna Blinkowa       |
| 5    | Anna-Lena Friedsam  |
| 6    | Mihaela Buzărnescu  |
| 7    | Stefanie Vögele     |
| 8    | Irina Bara          |
| 9    | Mandy Minella       |
| 10   | Katharina Hobgarski |
| 11   | Stephanie Wagner    |
| 12   | Vivian Heisen       |
| 13   | Romy Kölzer         |
| 14   | Mina Hodzic         |
| 15   | Antonia Balzert     |
| 16   | Nicola Geuer        |
| 17   | Leonie Schuknecht   |
| 18   | Carolin Raschdorf   |

| Pos. | Name                |
| ---- | ------------------- |
| 1    | Alison Van Uytvanck |
| 2    | Martina Trevisan    |
| 3    | Greet Minnen        |
| 4    | Ysaline Bonaventure |
| 5    | Aleksandra Krunić   |
| 6    | Marie Benoît        |
| 7    | Lara Salden         |
| 8    | Arianne Hartono     |
| 9    | Ivana Popovic       |
| 10   | Magali Kempen       |
| 11   | Quirine Lemoine     |
| 12   | Elyne Boeykens      |
| 13   | Julia Kimmelmann    |
| 14   | Demi Schuurs        |
| 15   | Olivia Kaiser       |

| Pos. | Name                 |
| ---- | -------------------- |
| 1    | Barbora Krejčíková   |
| 2    | Kateřina Siniaková   |
| 3    | Mona Barthel         |
| 4    | Ana Bogdan           |
| 5    | Olga Danilović       |
| 6    | Anna Zaja            |
| 7    | Dalila Jakupović     |
| 8    | Linda Fruhvirtová    |
| 9    | Katarzyna Piter      |
| 10   | Laura Schaeder       |
| 11   | Alexandra Vecic      |
| 12   | Kimberley Zimmermann |
| 13   | Kamilla Bartone      |
| 14   | Anna Gabric          |
| 15   | Brenda Fruhvirtová   |
| 16   | Antonia Blattner     |
| 17   | Valentina Steiner    |
| 17   | Emily Meyer          |

| Pos. | Name                  |
| ---- | --------------------- |
| 1    | Kateryna Kozlova      |
| 2    | Barbara Haas          |
| 3    | Julia Grabher         |
| 4    | Sessil Karatantschewa |
| 5    | Martina Caregaro      |
| 6    | Oana Georgeta Simion  |
| 7    | Sarah-Rebecca Sekulic |
| 8    | Dia Ewtimowa          |
| 9    | Verena Meliss         |
| 10   | Marion Viertler       |
| 11   | Eva-Marie Voracek     |
| 12   | Verena Gantschnig     |
| 13   | Michaela Niedermeier  |
| 14   | Anna Segarra          |

| Pos. | Name                |
| ---- | ------------------- |
| 1    | Patricia Maria Țig  |
| 2    | Andrea Petković     |
| 3    | Kristýna Plíšková   |
| 4    | Tereza Martincová   |
| 5    | Wiktorija Tomowa    |
| 6    | Warwara Flink       |
| 7    | Kristína Kučová     |
| 8    | Leonie Küng         |
| 9    | Tereza Smitková     |
| 10   | Réka Luca Jani      |
| 11   | Dalma Gálfi         |
| 12   | Anna Bondár         |
| 13   | Miriam Kolodziejová |
| 14   | Anastasia Dețiuc    |
| 15   | Lara Schmidt        |
| 16   | Sibel Demirbaga     |
| 17   | Emily Welker        |
| 18   | Clara-Marie Schön   |

## Spielplan
| Datum/Uhrzeit       | Heimmannschaft                 | Gastmannschaft                 | Matches | Sätze | Spiele |
| ------------------- | ------------------------------ | ------------------------------ | ------- | ----- | ------ |
| So., 30. Mai 11:00  | TC Blau-Weiß Dresden-Blasewitz | TK Blau-Weiss Aachen           | 6:3     | 13:7  | 92:66  |
| So., 30. Mai 11:00  | Marienburger SC                | TC Bad Vilbel                  | 2:7     | 5:14  | 68:88  |
| So., 30. Mai 11:00  | TC Luitpoldpark München        | TEC Waldau                     | 1:8     | 5:16  | 66:103 |
| So., 6. Juni 11:00  | TC Bad Vilbel                  | TC Blau-Weiß Dresden-Blasewitz | 2:7     | 5:14  | 62:101 |
| So., 6. Juni 11:00  | Marienburger SC                | TC Luitpoldpark München        | 0:9     | 0:18  | 43:110 |
| So., 6. Juni 11:00  | TK Blau-Weiss Aachen           | TC Bredeney                    | 3:6     | 8:12  | 75:78  |
| Sa., 3. Juli 12:00  | TC Bad Vilbel                  | TC Luitpoldpark München        | 5:4     | 12:11 | 77:77  |
| Sa., 3. Juli 12:00  | TC Bredeney                    | TC Blau-Weiß Dresden-Blasewitz | 9:0     | 18:1  | 110:38 |
| Sa., 3. Juli 12:00  | TEC Waldau                     | Marienburger SC                | 8:1     | 16:4  | 100:51 |
| Sa., 10. Juli 12:00 | TC Blau-Weiß Dresden-Blasewitz | Marienburger SC                | 7:2     | 15:5  | 92:48  |
| Sa., 10. Juli 12:00 | TEC Waldau                     | TC Bredeney                    | 0:9     | 3:18  | 62:103 |
| Sa., 10. Juli 12:00 | TK Blau-Weiss Aachen           | TC Bad Vilbel                  | 8:1     | 16:4  | 99:39  |
| Sa., 17. Juli 12:00 | TC Bad Vilbel                  | TEC Waldau                     | 6:3     | 13:7  | 94:74  |
| Sa., 17. Juli 12:00 | Marienburger SC                | TC Bredeney                    | 1:8     | 4:17  | 51:103 |
| Sa., 17. Juli 12:00 | TC Luitpoldpark München        | TK Blau-Weiss Aachen           | 3:6     | 7:13  | 62:89  |
| Sa., 24. Juli 12:00 | TC Bredeney                    | TC Bad Vilbel                  | 6:3     | 13:7  | 88:51  |
| Sa., 24. Juli 12:00 | TC Luitpoldpark München        | TC Blau-Weiß Dresden-Blasewitz | 4:5     | 9:12  | 73:88  |
| Sa., 24. Juli 12:00 | TEC Waldau                     | TK Blau-Weiss Aachen           | 3:6     | 8:12  | 82:87  |
| Sa., 31. Juli 12:00 | TC Blau-Weiß Dresden-Blasewitz | TEC Waldau                     | 4:5     | 10:11 | 88:85  |
| Sa., 31. Juli 12:00 | TC Bredeney                    | TC Luitpoldpark München        | 5:4     | 10:9  | 83:81  |
| Sa., 31. Juli 12:00 | TK Blau-Weiss Aachen           | Marienburger SC                | 8:1     | 16:5  | 102:60 |